# Nigel Warburton
Nigel Warburton (1962) è un filosofo inglese, al momento senior lecturer presso la Open University.
Conosciuto soprattutto per i suoi testi di divulgazione filosofica, è anche autore di saggi di estetica ed etica applicata.

## Opere (parziale)
- Il primo libro di filosofia (Philosophy: The Basics), Einaudi, ISBN 9788806186678.
- La questione dell'arte (The Art Question), Einaudi, ISBN 9788806167974.
- Ernö Goldfinger: The Life of An Architect.
- Free Speech: A Very Short Introduction', ISBN 978-0-19-923235-2; Libertà di parola. Una breve introduzione, (2013), Raffaello Cortina, ISBN 978-88-6030-563-3.
- Philosophy Bites (co-edited with David Edmonds), ISBN 978-0-19-957632-6.
- A Little History of Philosophy (2011) ISBN 978-0-300-15208-1; Breve storia della filosofia (2013), Salani Editore ISBN 978-88-6715-110-3.
- Philosophy: The Classics (3rd ed.), ISBN 978-0-415-35629-9.
- Thinking from A to Z (3rd ed.), ISBN 978-0-415-43371-6.